# Turza Śląska
Turza Śląska is een plaats in het Poolse district  Wodzisławski, woiwodschap Silezië. De plaats maakt deel uit van de gemeente gmina en telt 3094 inwoners.